# Diabolical Conquest
Diabolical Conquest è il quarto album in studio del gruppo musicale death metal Incantation, pubblicato nel 1998 dalla Relapse Records.

## Tracce
1. Impending Diabolical Conquest – 5:13
2. Desecration (of the Heavenly Graceful) – 5:54
3. Disciples of Blasphemous Reprisal – 3:33
4. Unheavenly Skies – 2:20
5. United in Repungence – 3:58
6. Shadows of the Ancient Empire – 3:02
7. Ethereal Misery – 4:30
8. Unto Infinite Twilight / Majesty of Infernal Damnation – 16:47

## Formazione
- Daniel Corchado - voce, chitarra, basso
- John McEntee - chitarra
- Kyle Severn - batteria